# 萩台車両基地
萩台車両基地（はぎだいしゃりょうきち）は、千葉県千葉市稲毛区にある千葉都市モノレールの車両基地である。
敷地内には千葉都市モノレールの本社と中央指令所、萩台変電所がある。

## 概要
2号線動物公園駅から約200 mの出入庫線があるほか、検査修繕場や洗浄線、事業用車留置線、モノレール留置線がある。構内は線路が二層構造（二階建て）になっている。
敷地面積は44,800 m2（うち県有地等 1万4,200 m2）、将来の車両増備に対応して最大88両を収容できる規模とした。1988年の開業時点では2両編成8本（16両）の規模としたが、配置車両が増加することを想定して留置線を増設する準備がなされている。
- 上線は北側に検査修繕庫があり、検査線が4線ある（列検線1、全重検線、臨検線、月検線）[2][3]。南側には留置線が最大4線設置できる（現状は3線）[2]。
- 下線は北側に検査修繕庫があり、検査線が1線（列検線2）ある[2]。南側には洗浄線1線（車両洗浄装置あり）と留置線が最大4線設置できる（現状は2線）[2]。
  - 車両洗浄装置は側面の洗浄に加えて、懸垂式モノレールでは車両下部も見えることから、車体下部も洗浄を行う[4]。1日2本の洗浄が実施される[4]。

検査修繕庫は5階建て構造で
- 1階 - 車両搬入場、車体検査場、列検場（下線）、事務室、倉庫、機械室等
  - 中2階 - 列検場（下線）、屋根上機器検査場
- 2階 - 列検場（上線）、全重検場、台車検査場、車体修理場
- 3階 - 列検場（上線）、車体検査場、屋根上機器修理場
  - 中4階 - 列検場（上線）、屋根上機器検査場
- 4階 - 台車修理場
- 5階 - 台車修理場から構成される[3]。

重要部検査・全般検査はアフターサービスを担当する協力会社の三菱重工交通・建設エンジニアリングに委託している。留置線を含む構内の軌道桁には荷重制限があり、1編成あたり乗務員を含む16人(1トン）以下とされている。
毎年、当車両基地で開催される「ちばモノレール祭り」では車両基地の一般公開が行われている。それ以外の普段は立ち入ることはできないが、1000形1001号車が安置されている様子などを近くの遊歩道から観察できる。
ロケーションサービスも行っており、ドラマなどの撮影も時折行われている。

## 配置車両
- 1000形電車（8編成16両）
- 0形電車（8編成16両）

## 交通アクセス
- 2号線動物公園駅から徒歩3分